# Шамонин, Антон Алексеевич
Анто́н Алексе́евич Шамо́нин (род. 28 марта 2005, Энгельс, Саратовская область) — российский футболист, нападающий клуба «Ростов».

## Клубная карьера
Родился в Энгельсе.
Футболом начал заниматься в энгельсской ДЮСШ «Юность», в которую возвращался в 2017 и 2021 годах.
В апреле 2016 года перешёл в академию «Чертаново». 22 июня 2017 года пополнил состав ДЮСШ «Строгино». 10 февраля 2022 года перешёл в «Мастер-Сатурн».
5 июля 2023 года подписал долгосрочный контракт с «Ростовом». В сезоне 2023 с молодёжной командой стал бронзовым призёром Молодёжной футбольной лиги.
30 марта 2024 года в матче Второй лиги (дивизион «Б») против майкопской «Дружбы» дебютировал в профессиональном футболе за «Ростов-2».
17 апреля 2024 года в матче Кубка России против «Урала» дебютировал за основной состав «Ростова».
14 сентября 2024 года сыграл дебютный матч в чемпионате России против «Краснодара». В составе «Ростова» стал финалистом Кубка России 2024/25.

## Карьера в сборной
В мае 2023 года провёл 2 товарищеских матча за сборную России (до 19 лет).
24 августа 2023 года был вызван в сборную России (до 21 года). 8 сентября 2023 года дебютировал за команду в матче против сборной Узбекистана (до 18 лет).

## Статистика выступлений
| Выступление      | Выступление       | Выступление      | Лига | Лига | Кубки | Кубки | Итого | Итого |
| Клуб             | Лига              | Сезон            | Игры | Голы | Игры  | Голы  | Игры  | Голы  |
| ---------------- | ----------------- | ---------------- | ---- | ---- | ----- | ----- | ----- | ----- |
| Ростов           | РПЛ               | 2023/24          | 0    | 0    | 1     | 0     | 1     | 0     |
| Ростов           | РПЛ               | 2024/25          | 6    | 0    | 3     | 0     | 9     | 0     |
| Ростов           | РПЛ               | 2025/26          | 3    | 0    | 2     | 0     | 5     | 0     |
| Ростов           | Итого             | Итого            | 9    | 0    | 6     | 0     | 15    | 0     |
| → Ростов-2       | Вторая лига («Б») | 2024             | 25   | 8    | —     | —     | 25    | 8     |
| → Ростов-2       | Вторая лига («Б») | 2025             | 7    | 3    | —     | —     | 7     | 3     |
| → Ростов-2       | Итого             | Итого            | 32   | 11   | —     | —     | 32    | 11    |
| Всего за карьеру | Всего за карьеру  | Всего за карьеру | 41   | 11   | 6     | 0     | 47    | 11    |

## Достижения
«Ростов»
- Бронзовый призёр Молодёжной футбольной лиги: 2023
- Финалист Кубка России: 2024/25